# Thysanotus chinensis
Thysanotus chinensis är en sparrisväxtart som beskrevs av George Bentham. Thysanotus chinensis ingår i släktet Thysanotus och familjen sparrisväxter. Inga underarter finns listade i Catalogue of Life.